# Lucas 5

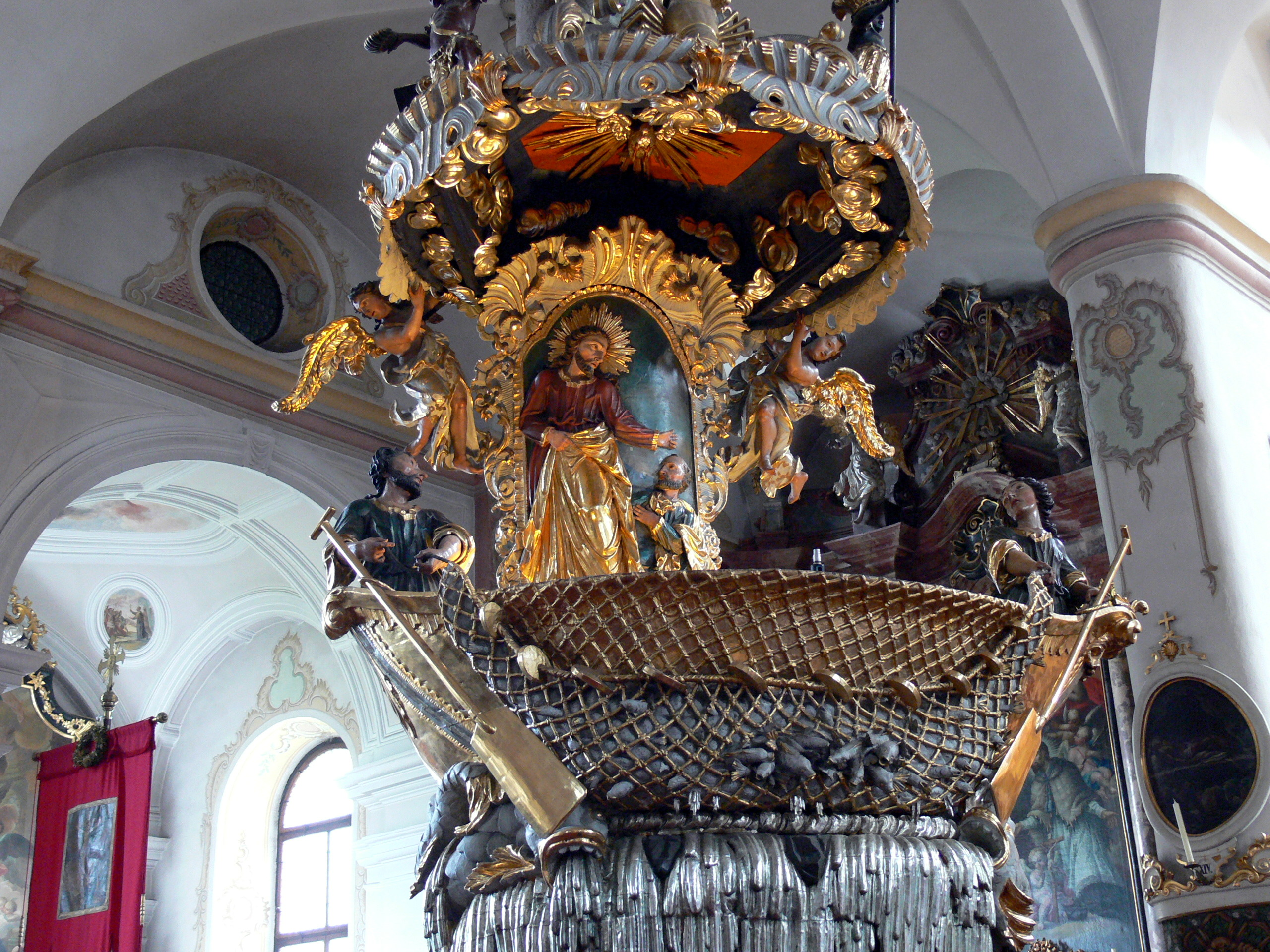
Pesca milagrosa, um evento que, segundo Lucas apenas, teria ocorrido durante o chamado dos primeiros discípulos de Jesus.
Detalhe do "Púlpito dos pescadores" (1753) em uma igreja em Traunkirchen, na Áustria.

Lucas 5 é o quinto capítulo do Evangelho de Lucas no Novo Testamento da Bíblia e conta os eventos acerca do recrutamento dos primeiros discípulos de Jesus, que prossegue ensinando e curando. Aparecem as primeiras críticas pelas autoridades religiosas.

## Pescadores de peixes e de homens
Jesus chega ao lago de Genesaré, mais conhecido como mar da Galileia, onde continua a pregar a "palavra de Deus" para uma multidão utilizando o barco de pesca de Simão como plataforma. Logo depois ele pede que os pescadores tentem pescar novamente. Eles estavam relutantes pois haviam fracassado na noite anterior, mas, atendendo ao seu pedido, capturaram uma enorme quantidade de peixes e ficaram maravilhados. Jesus então chama Simão (Pedro) e seus parceiros, Tiago e João, os filhos de Zebedeu, para se juntarem a ele: «de ora em diante serás pescador de homens.» (Lucas 5:10)
As história do chamado dos primeiros discípulos aparece também em Marcos 1 (Marcos 1:16–20) e Mateus 4 (4 18:22), que inclui ainda André, o irmão de Simão, entre eles, e é expandido em Lucas, que liga o evento à uma pesca milagrosa. Lucas, diferente dos demais, já revelou que Lucas havia curado a sogra de Simão, estabelecendo uma ligação prévia entre os dois. O chamado dos primeiros discípulos é contado em João de forma bastante diferente, sem ligação com uma pesca milagrosa e com André sendo o responsável por levar Simão até Jesus em João 1 (1 35:42).
O evangelista João relata uma segunda pesca milagrosa, quando Jesus, já ressuscitado, encontra sete de seus discípulos pescando novamente no lago. Eles não o reconhecem até que Jesus pede-lhes que lancem suas redes do lado direito do barco. Ao capturarem uma grande quantidade de peixes, eles o reconhecem (João 21:1–14), sinal de que um primeiro evento lhes era familiar.

## Jesus curando um leproso

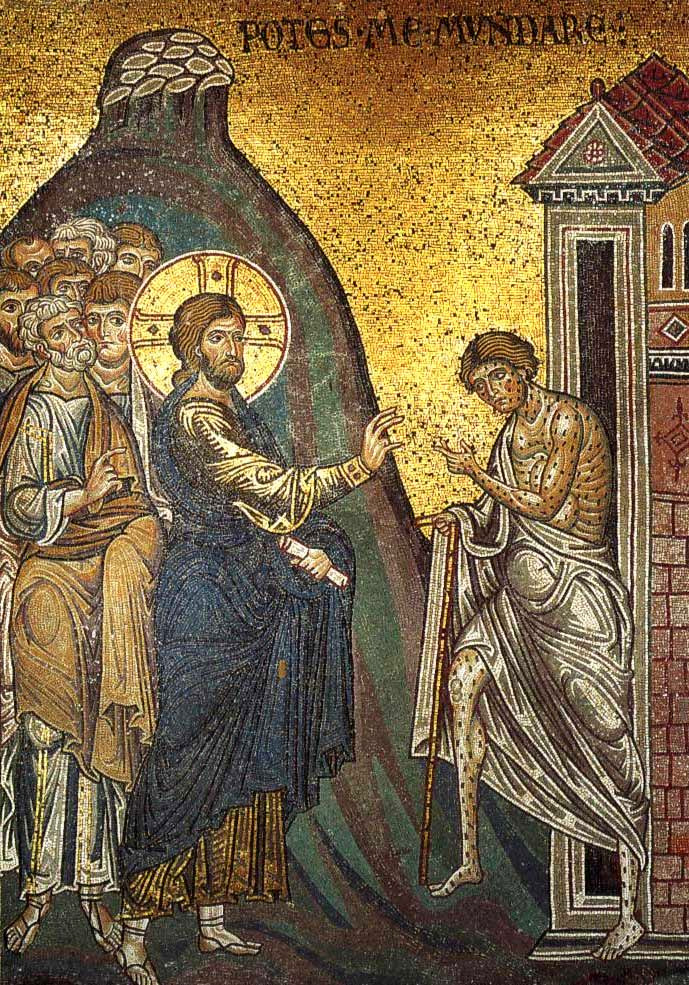
Jesus curando um leproso.
Mosaico do século XIV na Catedral de Monreale, na Sicília.

Jesus encontra em seguida um leproso, que se joga no chão e implora: «Senhor, se quiseres, bem podes tornar-me limpo.» (Lucas 5:12) Jesus o toca — um gesto muito raro, pois os leprosos eram impuros perante a Lei Mosaica (Levítico 13-14) — e o cura instantaneamente. Jesus pede que ele se apresente a um sacerdote, o que serviria como confirmação oficial da cura, e faça uma oferta, cumprindo a Lei. Como Jesus passa a ser seguido por muitos que o ouviram e também querem ser curados, ele novamente se retira para o deserto.

## Curando um paralítico em Cafarnaum

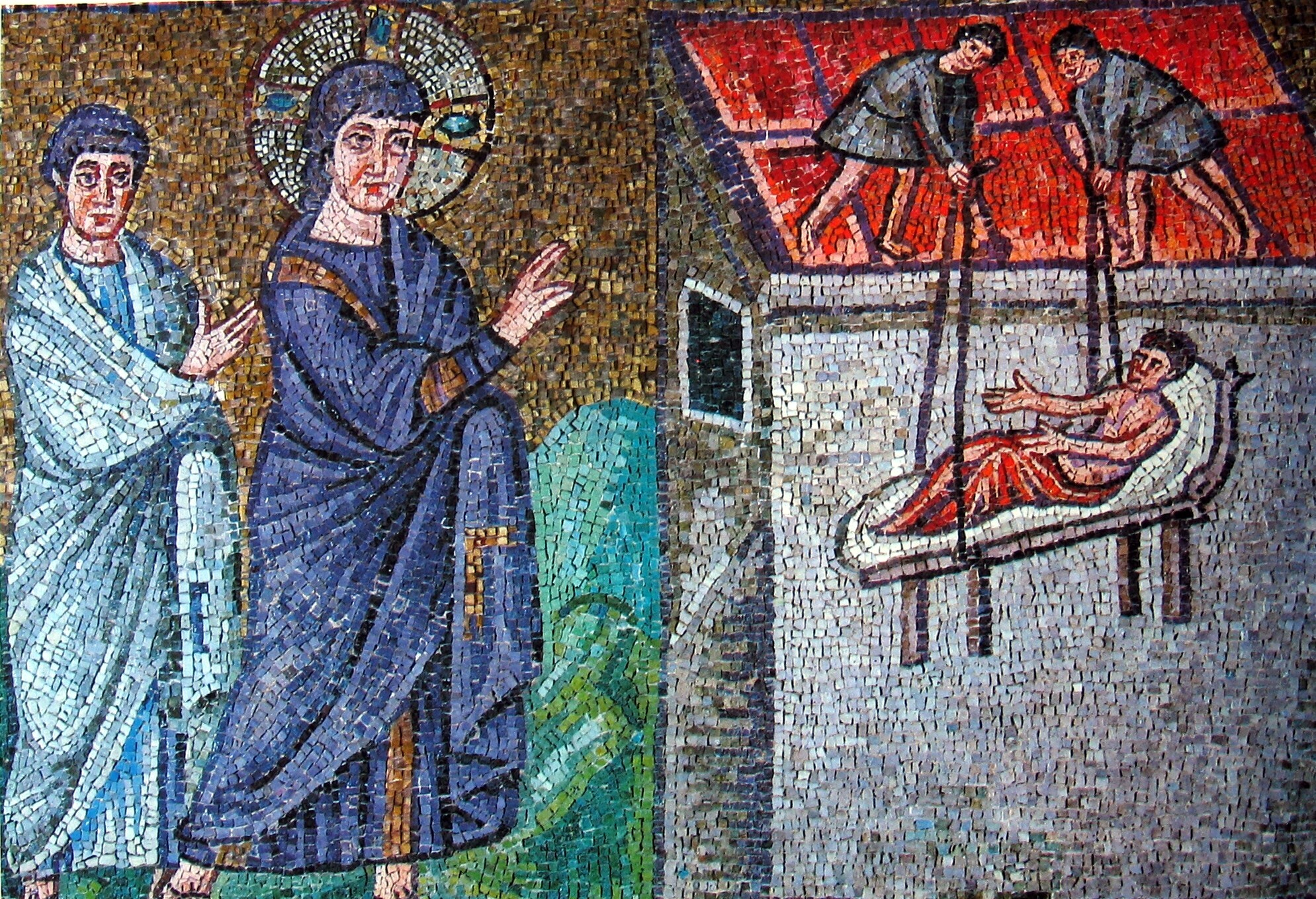
Jesus curando um paralítico em Cafarnaum.
Mosaico do século VI em Sant'Apollinare Nuovo, em Ravena, Itália.

Jesus está ensinando para um público que conta com fariseus e doutores da Lei. Lucas nota que eram autoridades religiosas vindas da Galileia, Judeia e Jerusalém. Um paralítico foi levado até Jesus pelos seus amigos através de um buraco no teto da casa. Quando Jesus vê a fé destes amigos, ele declara que seus pecados estão perdoados. Aos olhos das autoridades, o perdão de Jesus representa uma blasfêmia, mas Jesus, sabendo o que pensavam, os desafia: «qual é mais fácil, dizer: perdoados são os teus pecados; ou dizer: Levanta-te e anda?» (Lucas 5:23) Qualquer um pode "dizer" que perdoa pecados, mas Jesus então comanda que o homem se levante, pegue sua maca e vá para casa. A cura instantânea de Jesus prova então sua autoridade para perdoar, pois ninguém mais pode fazê-lo. O povo louva a Deus, mas com a silenciosa presença das autoridades religiosas. Lucas começa a preparar o cenário para o crescente conflito que perdurará por todo o seu relato. Esta história, numa versão mais curta, está em Marcos 2.
Em João 5, Jesus também cura um paralítico (no Tanque de Betesda), o que lhe causa problemas com as autoridades religiosas por tê-lo feito durante o sabá.

## Chamado de Levi

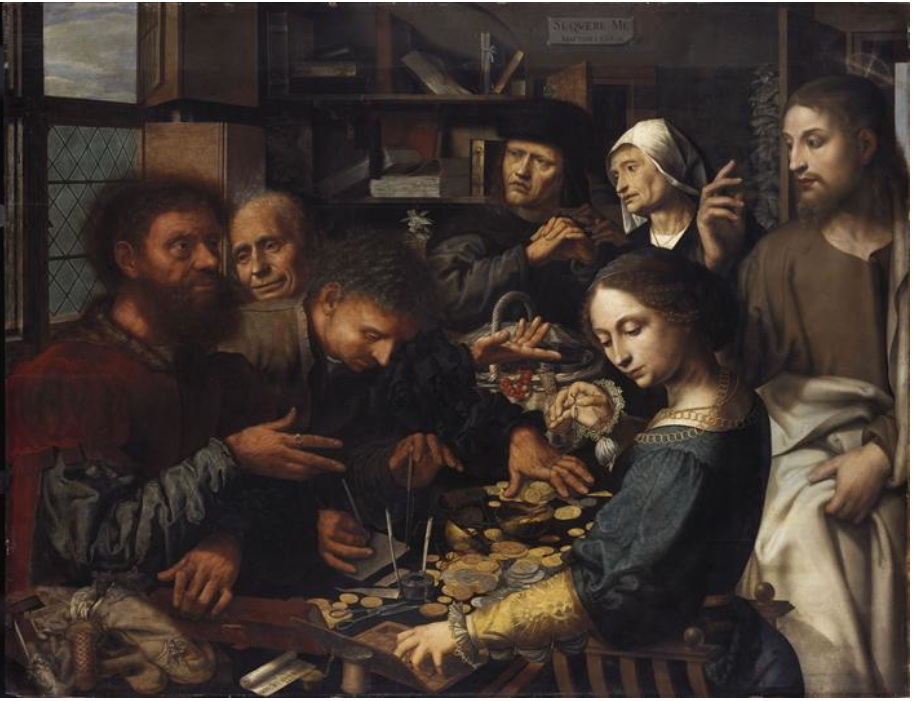
Chamado de Mateus.
1536. Por Jan Sanders van Hemessen, atualmente na Antiga Pinacoteca de Munique, Alemanha.

Jesus convida então Levi, um coletor de impostos, para segui-lo, mas ele não aceita imediatamente. Mais tarde, ele organiza um grande banquete para Jesus com outros coletores de impostos presentes. Fariseus e alguns doutores da Lei reclamam que Jesus está comendo com coletores de impostos e outros impuros — eles são desprezados por serem vistos como colaboradores dos romanos e por enriquecerem às custas de seu próprio povo. Jesus responde que os que já estão sãos não precisam de médicos e que ele veio para ajudar os que precisam se arrepender. Este evento aparece também em Marcos 2 (Marcos 2:13–17) e Mateus 9 (Mateus 9:9–13), onde Levi é chamado de Mateus.

## Sobre os jejuns

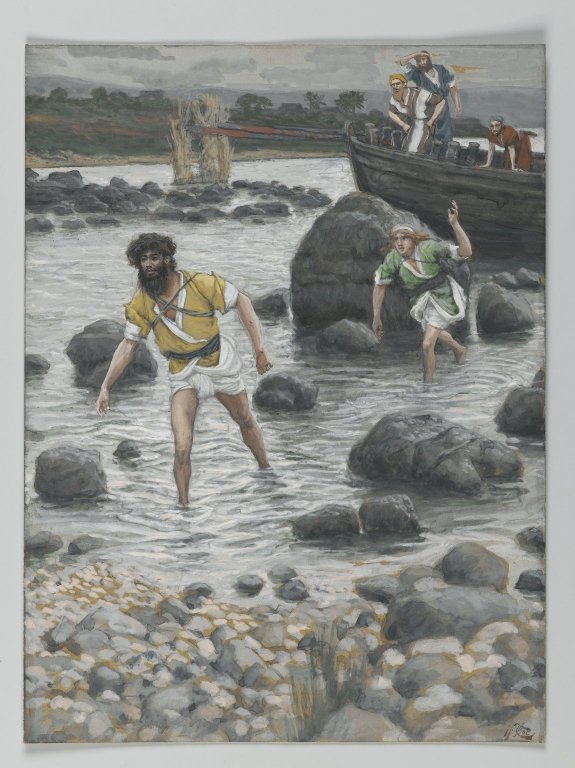
Chamado de Tiago e João.
Entre 1886 e 1894. Por James Tissot, atualmente na Brooklyn Museum, em Nova Iorque.

Logo em seguida, Lucas relata que surgem críticas à conduta dos discípulos de Jesus, que não jejuam e não oram, comem e bebem sempre. Em resposta, Jesus se compara a um noivo e seus discípulos, aos convidados de uma festa de casamento. Assim, enquanto ele está com eles, é tempo de celebrar, mas ele também, pela primeira vez em seu ministério, se refere à sua morte: «Dias, porém, virão, dias em que lhes será tirado o noivo, nesses dias hão de jejuar.» (Lucas 5:35)

## Parábola dupla
A resposta à crítica sobre o jejum é imediatamente seguida por uma parábola (Lucas 5:36–39) nas quais Jesus compara o "antigo" e o "novo": um remendo novo não serve para uma roupa velha e um vinho novo não serve para velhos odres. As razões são claras: rasgar uma nova peça de roupa para consertar uma antiga irá destruir a nova e pode não servir e utilizar velhos odres que já podem ter sido alargados pelo uso podem não conseguir acomodar o vinho novo que irá expandir ainda mais durante a fermentação e acabará estourando. Estas parábolas aparecem também em Mateus 9:14–17 e Marcos 2:21–22.
Uma interpretação tradicional desta parábola dupla é que os novos ensinamentos de Jesus não podem ser acomodados pelos antigos padrões de pensamento: seu ministério é diferente da tradição judaica. Esta interpretação da aparente incompatibilidade entre o "novo" e o "velho" pode ser um resquício da doutrina de Marcião e foi utilizado depois como argumento por futuros reformadores da igreja.
A interpretação preferida de João Calvino indica que as roupas velhas e os odres velhos são representações dos discípulos de Jesus. Em seu "Comentário sobre Mateus, Marcos e Lucas", ele explica que o vinho novo e o odre não alargado representam a prática de jejuar duas vezes por semana. Jejuar assim seria um incômodo para os novos discípulos e seria mais do que eles poderiam suportar.

### Versículo 39
Lucas termina estas parábolas afirmando que Jesus declarou que o vinho velho é geralmente melhor que o vinho novo — «Ninguém que já bebeu vinho velho, quer o novo; porque diz: O velho é bom» (Lucas 5:39) — um comentário que não existe nos dois outros evangelhos sinóticos. Este versículo apresenta algumas dificuldades de interpretação. Se Jesus está ensinando um distanciamento do judaísmo, teria dito que o velho é melhor? Diversas explicações foram propostas ao longo dos séculos. Uma delas defende que o versículo não pertence ao texto e deveria ser desconsiderado ou removido, uma visão adotada, por exemplo, por Marcião. Outros propõem que Jesus está lembrando que os padrões antigos e familiares são difíceis de mudar. Outra explicação sugere que Jesus estaria tentando salvar o "velho" e o "novo" seria uma referência aos ensinamentos de seus críticos. Outros ainda retraduzem as palavras gregas originais de forma diferente para tentar dar um sentido novo à frase.
Uma abordagem diferente proposta é a de não se assumir que Jesus estaria falando de "velho" e "novo" em relação a ensinamentos religiosos, mas sobre sua forma de escolher os discípulos. Assim, Jesus usa novos métodos ("novas roupas") para prover novos homens ("odres") com uma nova mensagem ("vinho"). Ele não rejeita o "velho", mas este é limitado e não acessível para todos. Conforme avança seu ministério, ele demonstra que sua abordagem é inclusiva e, por isso, encontra os rejeitados, os pobres e os enfermos.